# Boscarla estriada
La boscarla estriada (Acrocephalus sorghophilus) és una espècie d'ocell de la família dels acrocefàlids (Acrocephalidae) que habita zones humides del nord-est de la Xina, passant l'hivern a punts molt concrets de les Filipines.